# 玉置正和
玉置 正和（たまき まさかず、1927年〈昭和2年〉4月10日 - 2023年〈令和5年〉3月2日）は、日本の実業家。元千代田化工建設社長、同会長。

## 経歴
橋爪立一・登志子の三男として和歌山県に生まれ、1951年（昭和26年）玉置明善の養子となる。同年3月、日本大学法学部新聞学科を卒業。1959年（昭和34年）4月、千代田化工建設に入社する。1971年（昭和46年）11月、同社取締役・事業本部工務担当、1976年（昭和51年）12月、常務取締役・人事担当、1979年（昭和54年）12月、代表取締役専務取締役を経て、1981年（昭和56年）6月、代表取締役社長に就任した。その後、1992年（平成4年）6月、同会長に就任した。同年11月、藍綬褒章を受章した。2023年3月2日、死去。95歳没。

## 親族
- 弟 橋爪四郎（競泳選手、スポーツ指導者）[6]